# Szent Gellért tér
Szent Gellért tér est une place de Budapest, située au pied de Gellért-hegy, dans le prolongement du Szabadság híd, dans le quartier de Szentimreváros (11e arrondissement). On y trouve notamment les Thermes Gellért et l'Hôtel Gellért.